# Bartonella rochalimae
Bartonella rochalimae (лат.) — недавно обнаруженный вид грамотрицательных бактерий рода бартонелл (Bartonella), выделенный исследователями из Калифорнийского университета Сан-Франциско (UCSF), Массачусетской больницы общего профиля (англ. Massachusetts General Hospital) и Центра по контролю и предотвращению заболеваний США. Назван в честь бразильского учёного Энрике да Роша Лимы.
Вид является близким родственником Bartonella quintana, вызывающей окопную лихорадку. B. rochalimae также близкородственна Bartonella henselae, бактерии, идентифицированная в середине 1990-х во время эпидемии СПИДа в Сан-Франциско как причина болезни кошачьих царапин.
Учёные обнаружили бактерию, исследовав 43-летнюю женщину из США, которая в течение трёх недель находилась в Перу. Через две недели после возвращения на родину, у неё были обнаружены анемия, спленомегалия, лихорадка с температурой 39 °C и бессонница — признаки, характерные для брюшного тифа и малярии. Сначала было выдвинуто предположение о том, что болезнь вызвана Bartonella bacilliformis, похожей бактерией, переносимой москитами (в некоторых районах Перу болезнью Карриона, которую вызывает эта бактерия, заражено около 10 % населения). Соответствующее лечение антибиотиками оказалось эффективным, но дальнейшие исследование показали, что в данном случае бактерия была неизвестной. Вполне возможно, что часть диагностируемых случаев заболевания болезни Карриона на самом деле вызвана B. rochalimae.
Открытие было обнародовано в журнале New England Journal of Medicine 7 июня 2007 года.